# Torneio Internacional Zé Dú de 2011
O Torneio internacional “Zé Dú” de  hóquei em patins  visa homenagear o Presidente da República de Angola, José Eduardo dos Santos. Realizou-se de 23 a 27 de agosto, no pavilhão Multiuso em Luanda, o 10.º Troféu Internacional de Hóquei em Patins, denominado "Troféu José Eduardo dos Santos". 

## Grupo
| Time             | J | V | E | D | GP | GC | SG  | Pts |
| ---------------- | - | - | - | - | -- | -- | --- | --- |
| Sel. Mundial     | 5 | 4 | 1 | 0 | 31 | 5  | +26 | 13  |
| Candelária SC    | 5 | 3 | 1 | 1 | 35 | 9  | +26 | 10  |
| Angola           | 5 | 2 | 3 | 0 | 20 | 8  | +12 | 9   |
| Liceo da Corunha | 5 | 2 | 1 | 2 | 23 | 11 | +12 | 7   |
| Angola Sub20     | 5 | 1 | 0 | 4 | 5  | 38 | −33 | 3   |
| África do Sul    | 5 | 0 | 0 | 5 | 6  | 49 | −43 | 0   |

|                  | S.M | CAN | ANG | L.C | A20  | AFS  |
| ---------------- | --- | --- | --- | --- | ---- | ---- |
| Sel. Mundial     | –   | 3–2 | 2–2 | 3–0 | 5–0  | 18–1 |
| Candelária SC    |     | –   | 2–2 | 3–2 | 18–1 | 10–1 |
| Angola           |     |     | –   | 3–3 | 5–1  | 8–0  |
| Liceo da Corunha |     |     |     | –   | 8–0  | 10–2 |
| Angola Sub20     |     |     |     |     | –    | 3–2  |
| África do Sul    |     |     |     |     |      | –    |

## Ligações Externas
- Angola Press